# L'Amant (film, 1992)
Pour les articles homonymes, voir L'Amant.
Pour plus de détails, voir Fiche technique et Distribution.
L'Amant est un film franco-britannique réalisé par Jean-Jacques Annaud, sorti en 1992. C'est l'adaptation cinématographique du roman du même nom de Marguerite Duras, publié en 1984.

## Synopsis
À 70 ans, Marguerite Duras raconte son adolescence en Indochine et ses « périodes cachées ». L'auteur évoque les relations difficiles avec sa mère, l'amour qu’elle porte à son petit frère, son attirance physique pour une camarade au pensionnat et surtout sa relation avec un Chinois de quinze ans son aîné.

## Fiche technique
- Titre original français : L'Amant
- Titre international : The Lover
- Réalisation : Jean-Jacques Annaud
  - Assistants réalisateurs : Isabelle Henry, Frédéric Auburtin, Ewa Santamaria et Isabelle Millard
- Scénario : Jean-Jacques Annaud et Gérard Brach, d'après le roman L'Amant de Marguerite Duras
- Musique : Gabriel Yared
- Photographie : Robert Fraisse
- Montage : Noëlle Boisson
- Décors : At Hoang Thanh
- Costumes : Yvonne Sassinot de Nesle
- Production : Claude Berri, Timothy Burrill et Jacques Tronel
- Sociétés de production : Burrill Productions, Films A2 et Renn Productions - Pathé Films
- Sociétés de distribution :  Pathé Distribution
- Budget : 30 000 000 $
- Pays d'origine :  France,  Royaume-Uni
- Langue originale : anglais
- Format : couleurs - 1,85:1 - Dolby SR - 35 mm
- Genre : drame, romance
- Durée : 115 minutes
- Dates de sortie[1] :

 France : 22 janvier 1992
 Belgique : 30 janvier 1992
 Royaume-Uni : 19 juin 1992

## Distribution
- Jane March (VF : Julie Dumas) : la jeune fille
- Tony Leung Ka-fai : le Chinois
- Frédérique Meininger : la mère
- Arnaud Giovaninetti : l'aîné
- Melvil Poupaud : le jeune frère
- Lisa Faulkner : Hélène Lagonelle
- Xiem Mang : le père du Chinois
- Philippe Le Dem : le professeur de français
- Ann Schaufuss : Anne-Marie Stretter
- Quach Van An : le conducteur
- Tania Torrens : la principale
- Raymonde Heudeline : l'auteur - (générique de début, et séquence finale)
- Yvonne Wingerter : l'auteur (commencement)
- Do Minh Vien : le jeune garçon
- Hélène Patarot : l'assistante
- Jeanne Moreau : la narratrice

## Production

### Développement du film et relations avec Marguerite Duras
Jean-Jacques Annaud explique ne pas avoir lu le roman de Marguerite Duras au moment de sa sortie : « Je n'ai pas lu le roman lors de sa parution en 1984. J'habitais à Munich pour la finition du Nom de la rose, loin de l'actualité littéraire française. J'avais par contre parlé depuis longtemps à Claude Berri de mon désir de traiter un sujet féminin ». En 1987, durant le tournage de L'Ours, Claude Berri propose à Jean-Jacques Annaud de réaliser une adaptation de L'Amant. Ce dernier lit alors le livre ainsi qu'une ébauche de scénario : « Je lis et je passe. Je ne suis pas sûr que ce que j'ai lu fasse un film, en tout cas un film que j'aie envie de voir. Claude insiste sur le fait que ce “scénario” n'est qu'une base de travail, que “tout reste à faire” ».
De plus, le réalisateur hésite à s'atteler au monument national qu'est Marguerite Duras : « je n'ai pas envie de me jeter dans une entreprise qui me vaudra nécessairement les sarcasmes des dévots. Je viens de vivre une relation exemplaire avec Umberto Eco, autre auteur “culte”. Notre rapport a été tellement idéal que j'hésite à m'aventurer dans une autre expérience avec un auteur contemporain ». Claude Berri propose alors le film à d'autres réalisateurs. Cependant, de son côté, Jean-Jacques Annaud reste focalisé sur L'Amant : « la mélodie du livre me court dans la tête, la jeune fille au chapeau couleur bois de rose traverse souvent le bureau. Je suis vaguement agacé à l'idée qu'un autre signe des images qui, peu à peu, ont pris forme dans ma tête ». Deux ans plus tard, Claude Berri lui reparle du projet. Jean-Jacques Annaud propose alors de travailler pendant deux mois avec son scénariste Gérard Brach pour voir si une adaptation est possible. Le réalisateur se rend également au Viêt Nam puis accepte définitivement de mettre en scène le film.
Durant le développement du film, les relations entre Jean-Jacques Annaud et Marguerite Duras ont été assez compliquées. Elle déclare après l'une de leurs premières rencontres « Il en parle bien, Annaud, du film. Mais c'est bizarre, il en parle comme si c'était son film ». Tout se passe bien jusqu'au jour où « viennent les injonctions, le ton comminatoire, les excommunications » de la part de l'écrivain. Malgré son respect pour Duras, Jean-Jacques Annaud souhaite que le film reflète son propre style : « Pour le mener à bien, je n'ai pas le choix : je ne peux le faire qu'à ma main, en assurant les risques de ma liberté. Je ne sais pas diriger en position de prosternation. Je ne sais pas non plus faire “à la manière de...”. ». Il cite par ailleurs une phrase d'Umberto Eco (auteur du roman à l'origine du Nom de la rose) : « Il y a mon livre, il y aura ton film ». Jean-Jacques développe ensuite son script seul de son côté.
Marguerite Duras publie alors L'Amant de la Chine du Nord en 1991, qui est en quelque sorte sa version du scénario. Elle déclarera ainsi « Rien ne m'attache au film, c'est un fantasme d'un nommé Annaud, ». Jean-Jacques Annaud déclare qu'il n'a pas voulu lire ce second livre à l'époque, car il ne voulait s'inspirer que du roman original, L'Amant.

### Casting
Jean-Jacques Annaud déclare avoir eu beaucoup de mal à trouver l'acteur pour incarner le Chinois avant de rencontrer Tony Leung Ka-fai : « J'ai fait ratisser l'Extrême-Orient : Pékin, Tokyo, Shanghai, Taïwan, Bangkok, Hong Kong, Manille. On m'a donné le choix entre des acteurs de Kung-fu ou des jeunes premiers romantiques sortis de l'opéra pékinois. Au moment où j'allais quitter Hong-Kong, définitivement bredouille et prêt à retarder “sine die” le tournage, Tony Leung s'est présenté. Il hésitait à me rencontrer. Il n'était pas sûr de pouvoir jouer dans une autre langue que le cantonais ».
Le problème a été assez similaire pour le rôle féminin principal, comme l'explique le réalisateur : « Elle a quinze ans et demi ! Une débutante allait devoir porter tout le film. Si je faisais un mauvais choix, il n'y avait plus de film ». Un casting est alors lancé à Paris, Londres, New York et à Los Angeles, dans des journaux professionnels, etc. Jean-Jacques déclare avoir reçu « jusqu'à 1000 lettres par jour [...] mais rien n'allait ». Alors qu'il est assez désespéré de trouver son actrice, sa femme Laurence lui montre la revue Just Seventeen où il découvre Jane March : « elle n'était pas plus belle que les autres mais elle avait un regard ! »

### Tournage
Le tournage s'est déroulé du 14 janvier au 4 juillet 1991. Il a eu lieu au Viêt Nam et pour quelques raccords aux studios Studios Pathé-Cinéma de la rue Francœur, dans le 18e arrondissement de Paris.
Une partie de l'histoire se déroule au lycée Chasseloup-Laubat mais les scènes sont tournées dans le lycée Pétrus Ký.

### Musique
La musique du film est composée par Gabriel Yared.
| Liste des titres | Liste des titres      | Liste des titres | Liste des titres | Liste des titres | Liste des titres | Liste des titres | Liste des titres | Liste des titres | Liste des titres |
| No               | Titre                 | Durée            |                  |                  |                  |                  |                  |                  |                  |
| ---------------- | --------------------- | ---------------- | ---------------- | ---------------- | ---------------- | ---------------- | ---------------- | ---------------- | ---------------- |
| 1.               | A Kiss On The Window  | 01:45            |                  |                  |                  |                  |                  |                  |                  |
| 2.               | Blue Zoon             | 02:46            |                  |                  |                  |                  |                  |                  |                  |
| 3.               | One Day On The Mekong | 03:31            |                  |                  |                  |                  |                  |                  |                  |
| 4.               | One Step Dance        | 02:09            |                  |                  |                  |                  |                  |                  |                  |
| 5.               | Promenade             | 03:35            |                  |                  |                  |                  |                  |                  |                  |
| 6.               | A Man From Cholon     | 01:25            |                  |                  |                  |                  |                  |                  |                  |
| 7.               | Helene                | 02:37            |                  |                  |                  |                  |                  |                  |                  |
| 8.               | Valse a L'Etage       | 01:50            |                  |                  |                  |                  |                  |                  |                  |
| 9.               | The Problems Of Life  | 02:26            |                  |                  |                  |                  |                  |                  |                  |
| 10.              | Foxtrot Dance         | 02:27            |                  |                  |                  |                  |                  |                  |                  |
| 11.              | The Lover             | 03:11            |                  |                  |                  |                  |                  |                  |                  |
| 12.              | Habanera              | 01:48            |                  |                  |                  |                  |                  |                  |                  |
| 13.              | The Barricades        | 00:58            |                  |                  |                  |                  |                  |                  |                  |
| 14.              | Nocturne              | 03:51            |                  |                  |                  |                  |                  |                  |                  |
| 15.              | La Marseillaise       | 01:13            |                  |                  |                  |                  |                  |                  |                  |
| 16.              | The Departure         | 03:42            |                  |                  |                  |                  |                  |                  |                  |
| 39:14            |                       |                  |                  |                  |                  |                  |                  |                  |                  |

## Box-office
Le film totalise 3 156 124 entrées en France et 4 899 194 $ de recettes aux États-Unis.

## Distinctions
Source : Internet Movie Database

### Récompenses
- Bambi 1992 : meilleure jeune actrice pour Jane March
- César 1993 : meilleure musique originale pour Gabriel Yared
- Golden Reel Awards 1993 : meilleur montage sonore d'un film étranger
- Victoires de la musique 1993 : album de musique originale de cinéma ou de télévision

### Nominations
- César 1993 : meilleure photographie, meilleurs costumes, meilleur montage, meilleurs décors et meilleur film étranger
- Oscars 1993 : meilleure photographie
- Nippon Akademī-shō 1993 : meilleur film étranger